# Stockholm China Economic Research Institute

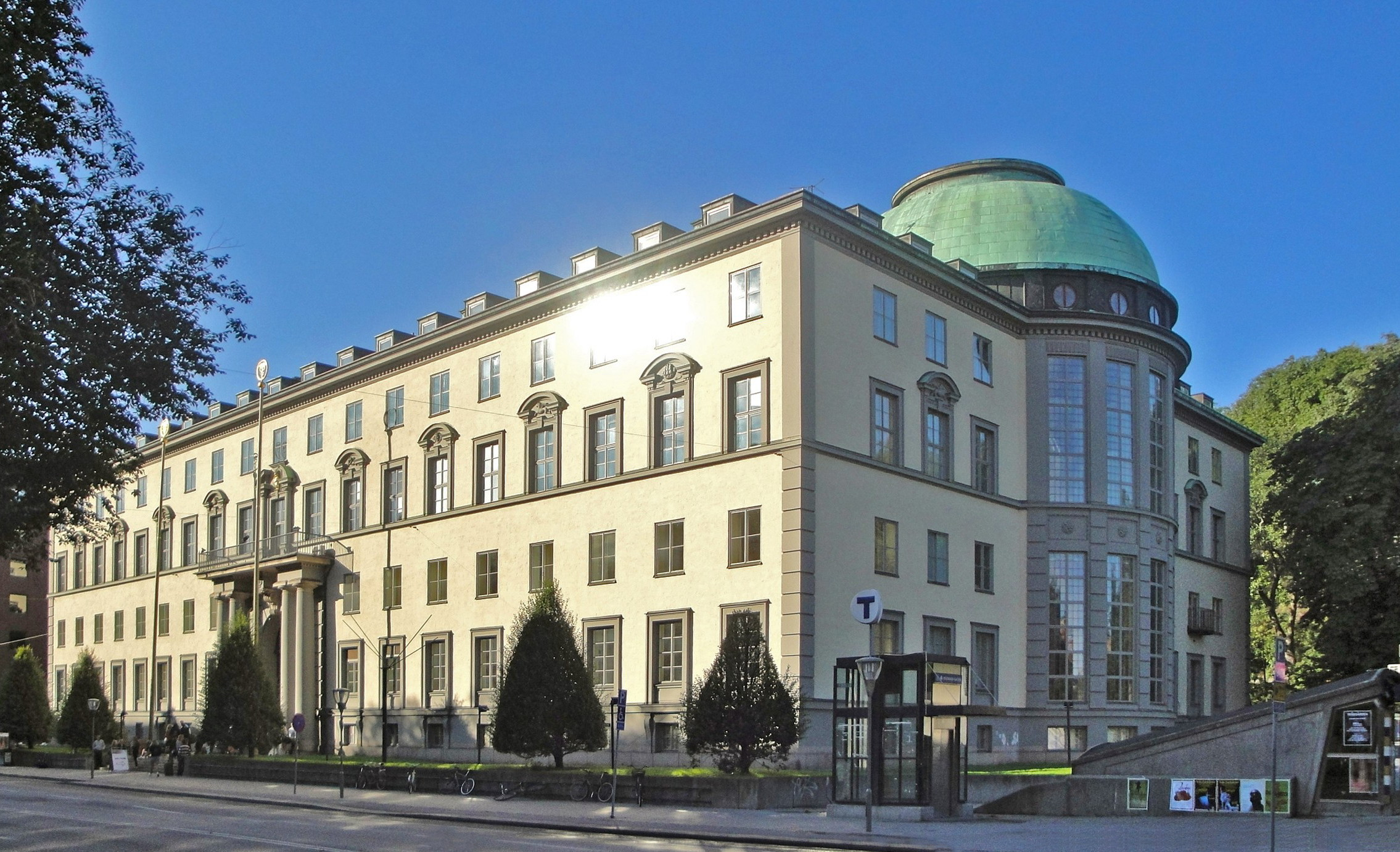
SCERI är ett fristående forskningsinstitut vid Handelshögskolan i Stockholm.

Stockholm China Economic Research Institute (SCERI) (kinesiska: 斯德哥尔摩中国经济研究所; pinyin: Sīdégēěrmó  Zhōngguó jīngjìyǎnjiūsuǒ) är ett forskningsinstitut i Stockholm. Institutet är anknutet till Handelshögskolan i Stockholm och bedriver forskning om Kinas ekonomi och politik. Det grundades med hjälp av bidrag från telekomföretaget Ericsson. SCERI:s direktör är Anders C. Johansson.

## Samarbeten
Institutet samarbetar med Institute of International Business i Stockholm, the European Institute of Japanese Studies i Stockholm och China Center for Economic Research vid Pekings universitet i Peking i Kina.

### Stockholm China Alliance
Stockholm China Alliance är ett samarbete mellan Stockholm China Economic Research Institute (SCERI), China and Global Security Program vid Stockholms internationella fredsforskningsinstitut (SIPRI) och Stockholm Environmental Institute (SEI). Samarbetet inleddes 2010 som del i firandet av 60-årsminnet av att Sverige som första västerländska land inledde diplomatiska förbindelser med Folkrepubliken Kina den 9 maj 1950.
Ambassadören Olof Ehrenkrona, hög rådgivare till Sveriges utrikesminister, sa i sitt tal vid invigningsceremonin i Stockholm "Stockholm China Alliances syfte är att överbrygga avståndet mellan politiker och akademiker för att nå det tvärvetenskapliga synsätt som krävs för att nå hållbara lösningar av miljöfrågor."

## Styrelsemedlemmar
SCERI:s styrelsemedlemmar 2014 är Lars Ågren, Mats H. Olsson, Anders C. Johansson, Anders Engvall, Börje Ljunggren, Tom Hart och Örjan Sjöberg.